# Kasteel van Étampes
Het Kasteel van Étampes (Frans: Château d'Étampes) is een kasteel in de Franse gemeente Étampes. Het kasteel is een beschermd historisch monument sinds 1862. Tegenwoordig blijft alleen de donjon, bekend als Tour de Guinette, over.

## Geschiedenis
Op verzoek van Robert II van Frankrijk werd een eerste kasteel gebouwd. De donjon werd gebouwd in de 12e eeuw (rond 1140), op verzoek van Lodewijk VII van Frankrijk. Aan het einde van de 12e eeuw liet Filips II van Frankrijk een vierkante weermuur bouwen, verbonden door een loopbrug, en vervolgens een tweede weermuur. Van 1201 tot 1213 deed de donjon dienst als plaats van ballingschap van koningin Ingeborg van Denemarken. Op 16 januari 1358 veroverden de Engelsen de stad en het kasteel, onmiddellijk heroverd door Karel V van Frankrijk. Op 28 januari 1387 schonk Jan van Berry het aan zijn broer Filips de Stoute. Rond 1412 stond het kasteel model voor het getijdenboek Les Très Riches Heures du duc de Berry. Op 15 december 1411 werden de stad en het kasteel belegerd door Jan zonder Vrees en geannexeerd door het hertogdom Bourgondië. Van 19 tot 31 juli 1465 verhuisde Karel de Stoute naar het kasteel na de slag bij Montlhéry. In 1513 verbleef Anna van Bretagne daar, in 1516 gevolgd door Claude van Frankrijk. Op 13 december 1562 werd het opnieuw ingenomen door de Lodewijk I van Bourbon-Condé en het werd pas op 2 januari 1563 bevrijd. In 1589 machtigde Hendrik IV van Frankrijk de inwoners om het kasteel te ontmantelen om de stenen te gebruiken. Alleen de donjon bleef over. Op 4 mei 1652 onderging de donjon een nieuwe belegering. Tijdens de Franse Revolutie werd het land van de Tour de Guinette verkocht als nationaal bezit. De koper heeft de laatste gebouwen met de grond gelijk gemaakt en de toren omgevormd tot een openluchtgroeve. Het terrein werd vervolgens verlaten tot de Restauratie. In 1821 verkocht Lodewijk Filips I van Frankrijk wat er nog van het kasteel was overgebleven. In 1859 verwierf de stad de ruïnes van de donjon om er een wandelgebied van te maken.